# Oxypetalum ceratostemma
Oxypetalum ceratostemma är en oleanderväxtart som beskrevs av Gustaf Oskar Andersson Malme. Oxypetalum ceratostemma ingår i släktet Oxypetalum och familjen oleanderväxter. Inga underarter finns listade i Catalogue of Life.